# Ichneumon coniger
Ichneumon coniger là một loài tò vò trong họ Ichneumonidae.